# Philippe d'Alcripe
Œuvres principales
- La Nouvelle Fabrique des excellents traits de vérité (1579)

Philippe le Picard dit Philippe d'Alcripe, né en 1531 à Lyons-la-Forêt et mort en 1581 en Normandie, est un écrivain français, moine cistercien à l'abbaye de Mortemer.

## Biographie
Connu pour être bon vivant, il fut influencé par son contemporain Rabelais, mais aussi par Pline l'Ancien et la littérature de voyage, alors en plein essor grâce aux premiers grands explorateurs de son époque. De plus, il s'intitulait « sieur de Neri-en-Verbos », c'est-à-dire peut-être « seigneur de Rien en Vert-Bois » ou « seigneur de Rien en Paroles ».
Philippe d'Alcripe est l'auteur de La Nouvelle Fabrique des excellents traits de vérité paru en 1579. Il s'agit d'un recueil de 99 nouvelles qui s'inscrivent dans la tradition du conte oral et merveilleux. Philippe d'Alcripe meurt en 1581, deux ans après avoir écrit son livre. Les spécialistes de littérature du XVIe siècle soulignent l'atmosphère comique et poétique de ces histoires. Le caractère extravagant des histoires se combine avec une peinture saisissante de la campagne normande, à la Renaissance.

## Œuvre
- La nouvelle fabrique des excellens traits de verité. Paris : P. Jannet, 1853.
- La Nouvelle Fabrique des excellents traicts de vérité : livre pour inciter les resveurs trists et mélancholiques à vivre de plaisir / édition critique par Françoise Joukovsky. Genève : Droz, 1984, CXII-250 p.) (Coll. "Textes littéraires français" n° 319).
- La Nouvelle Fabrique des excellens traits de vérité : livre pour inciter les resveurs tristes et merancoliques à vivre de plaisir / Philippe d'Alcripe. Bassac : Plein chant, 1995, XVI-220 p. (Coll. "Petite librairie du XIXe siècle. Bibliothèque facétieuse, libertine et merveilleuse").  (ISBN 2-85452-107-2)
- La Petite Fabrique du mensonge et de la vérité / ill. Adélaïde Lebrun. Clamart : Alzabane éditions, 2010, 192 p. (Coll. "Histoires d'Antan").  (ISBN 978-2-35920-003-4)